# Lucy Peng
Peng Lei (chinesisch 彭蕾; geboren 1972/73), auch bekannt als Lucy Peng, ist eine chinesische Geschäftsfrau. Sie ist eine der Gründerinnen des E-Commerce-Unternehmens Alibaba Group. Im März 2017 war Peng eine von 21 Selfmade-Milliardärinnen in China.'

## Karriere
Peng erwarb 1994 einen Abschluss in Betriebswirtschaft am Hangzhou Institute of Commerce, das später in Zhejiang Gongshang University umbenannt wurde. Nach ihrem Abschluss unterrichtete sie fünf Jahre lang an der Zhejiang University of Finance and Economics. Peng hörte kurz nach ihrer Heirat mit dem Unterrichten auf, und zusammen mit ihrem Ehemann (der später Taobao, Alibabas an eBay erinnernder Marktplatz, leiten sollte) gründete sie zusammen mit Jack Ma im September 1999 Alibaba. Sie waren eines der vielen Ehepaar-Tandems. 1/3 der Gründungspartner von Alibaba waren Frauen, wofür das Unternehmen später besonders gelobt wurde.
Zu ihren frühen Aufgaben im Unternehmen gehörte die Leitung der Personalabteilung von Alibaba. In diese Zeit fiel eine ihrer bemerkenswerten Leistungen, die Entwicklung des „Mama und Papa“-Modells bei Alibaba, bei dem sich eine „Mama“ auf Teamarbeit und Motivation konzentrierte, während eine „Papa“ für Leistungsbeurteilungen zuständig ist.
Von Januar 2010 bis Februar 2013 war Peng der CEO von Alipay.  Unter ihrer Leitung wurde Alipay zum erfolgreichsten Zahlungsgateway innerhalb Chinas und wuchs bis 2014 auf über 800 Millionen Nutzer an. Ende 2014 betrug der Wert rund 60 Milliarden Dollar.
Im März 2013 übernahm Peng die Leitung von Alibaba Small and Micro Financial Services. Dort machte sie bedeutende Fortschritte bei der Suche nach Innovationen im mobilen Zahlungssystem.
Im Jahr 2013 wurde Pengs Name von der chinesischen Presse häufig als Kandidatin für Alibabas nächsten CEO in Umlauf gebracht. Schließlich erhielt jedoch ein anderer leitender Angestellter den Job.
Im Jahr 2014 gründete Peng die Ant Financial Services Group.  Im September 2015 übernahmen Alibaba und Ant Financial zusammen eine 40%- Beteiligung an dem indischen Mobilfunkanbieter Paytm, wodurch Peng Mitglied des Vorstands wurde. Im Jahr 2016 brach Ant Financial den Rekord für die weltweit größte private Spendensammlung, die für ein Internetunternehmen gefunden wurde. Damit erreichte das Unternehmen eine Bewertung von rund 60 Milliarden US-Dollar.
Sie diente auch als „Chief People Officer“ und war über 10 Jahre lang Personalchefin der Alibaba Group. In dieser Position beaufsichtigte sie die etwa 35.000 Mitarbeiter von Alibaba.
Peng wurde 2014 zu Milliardärin, basierend auf der Bewertung von Alibaba vor dem rekordverdächtigen Börsengang.

## Privates
Drei Jahre nachdem sie zu unterrichten begann, heiratete Peng Sun Tongyu. Sie ließ sich später kurzzeitig von ihm scheiden, heiratete ihn dann aber wieder.
Porter Erisman beschrieb Peng in seinem Dokumentarfilm Crocodile in the Yangtze 2012 über die frühen Jahre Alibabas als „eine lustige und bodenständige“ Führerin.

## Rankingergebnisse
Ab 2016 wurde Peng von Forbes als 35. mächtigste Frau der Welt aufgeführt, Nr. 35 auf ihrer Liste der Powerfrauen für 2016 und Nr. 17 auf ihrer Liste der Asia Powerfrauen für 2016.
Im Jahr 2015 wurde sie von Wealth-X als drittreichste Frau im Technologiesektor eingestuft, was von Fortune bestätigt wurde.